# Randweg Eindhoven
De Randweg Eindhoven is een 19 kilometer lang autoweg- en autosnelwegtraject ten noorden, westen en zuiden van Eindhoven. De weg maakt deel uit van rijksweg 2 (A2/N2), voor een deel gecombineerd met de A67 en van rijksweg 50 (A50). De randweg bevat, van noord naar zuid, de knooppunten Ekkersweijer, Batadorp, De Hogt en Leenderheide, met aansluitingen op de snelwegen A50, A58 en A67.
Het traject tussen de knooppunten Batadorp en Leenderheide is uitgevoerd met een systeem van hoofd- en parallelrijbanen. Deze zijn bedoeld voor respectievelijk doorgaand en plaatselijk verkeer. De hoofdrijbaan heet A2 (het zuidelijke deel gecombineerd A2/A67) en heeft de status van autosnelweg, met een maximumsnelheid van 120 km/u op de hoofdrijbaan. De parallelrijbaan heet N2 en geldt als autoweg, met een maximumsnelheid van 80 km/u. Alle aansluitingen zijn op de parallelrijbaan aangesloten. Op de hoofdrijbaan bestaan alleen mogelijkheden tot afslaan op de knooppunten. De parallelrijbaan biedt aansluitingen bij Eindhoven Airport, Eindhoven Centrum, Meerhoven-Zuid, Veldhoven, Veldhoven-Zuid, de High Tech Campus, Stratum-West/Waalre en Stratum-Oost/Tongelre/Leenderheide.
De Randweg moet niet worden verward met de Ring Eindhoven, de rondweg rond het centrum van Eindhoven.

## Geschiedenis
In 1957 werd een eerste brede weg tussen Best en Eindhoven geopend, van 2 maal 2 rijstroken. Vier jaar later lanceerde men het eerste stuk van de huidige A58, die toen vanuit het centrum van Eindhoven (Tilburgseweg) richting Oirschot liep. In 1968 werd deze weg een autosnelweg als 'Noordwestelijke Randweg Eindhoven'. 
In de jaren 60 werd ook geleidelijk een steeds bredere weg aangelegd ten zuiden van Eindhoven, tussen Veldhoven en Valkenswaard, en tussen Valkenswaard en Geldrop; dit werd de E3, later A67. Deze weg was bedoeld voor het vrachtverkeer tussen de haven van Antwerpen en het Ruhrgebied. Eind jaren 60 bestond dit gehele stuk uit 2 maal 2 rijstroken. In 1963 werd knooppunt Leenderheide geopend.
Om te zorgen dat doorgaand verkeer niet door het centrum van Eindhoven hoefde te rijden, was een verbinding nodig tussen de A67 en de weg naar Tilburg. 
De gemeente Eindhoven nam hiervoor het initiatief, vooral ingenieur Chris Metz, toenmalig adjunct-directeur van Gemeentewerken. Deze zogenoemde Poot van Metz werd later onderdeel van de Randweg. De aansluiting op de A67 werd geopend in 1968 en heet knooppunt De Hogt.
In het rijkswegenplan van 1968 was reeds sprake van een snelweg ten oosten van Eindhoven. Deze Rijksweg 75 liep van Arnhem naar Maastricht, grotendeels over het tracé dat nu wordt ingevuld door de A50 en A2-Zuid. In 1971 werd dit plan in de ijskast gezet.
In 1974 werd knooppunt Batadorp geopend en begon de aanleg van de N2 bij Acht. In 1979 werd besloten de N2 ten noorden van Eindhoven om te bouwen tot autosnelweg A2. De werkzaamheden hiervoor startten pas in 1986. Pas in 1996 werd de N2 tussen Vught en Eindhoven omgebouwd naar een autosnelweg.
In 2004 werd de A67 aan weerszijden verbreed met spitsstroken. Ook de A2 Randweg-West werd ten zuiden van de aansluiting Centrum voorzien van spitsstroken. De procedure voor de volledige ombouw van de Randweg was dan in volle gang.

### Vernieuwing en verbreding

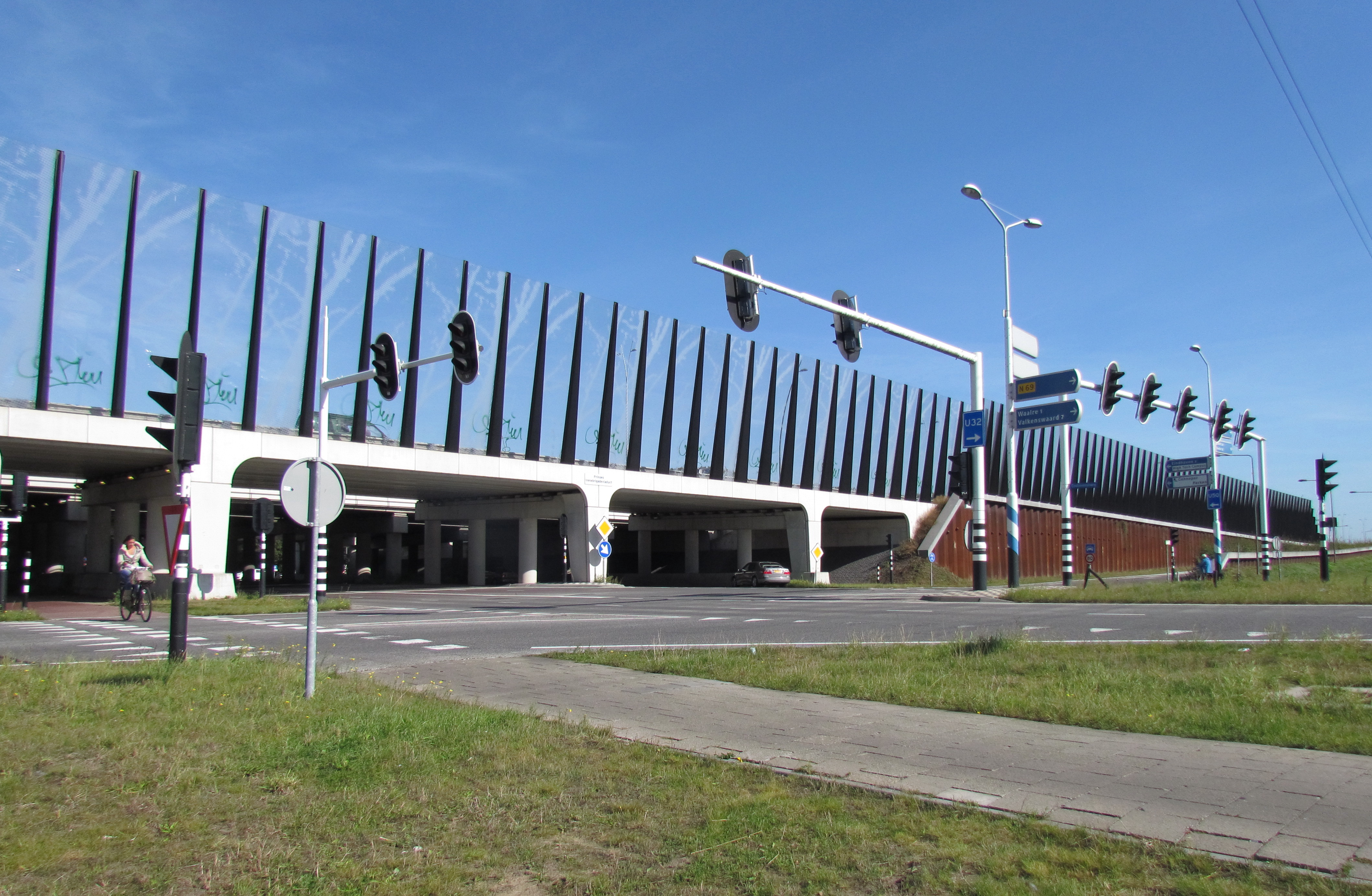
geluidsschermen bij de aansluiting Waalre

In de periode tussen 2006 en 2010 werd de Randweg Eindhoven uitgebreid van 2 naar 4 rijbanen. In het zuidelijke en westelijke traject werd een parallelrijbaansysteem aangelegd, waarbij de doorgaande en lokale verkeersstromen werden gescheiden. Deze rijbanen kregen nu ieder 2 rijstroken, en in het zuidelijke traject respectievelijk 2 en 3 rijstroken. Daarnaast werden de knooppunten Batadorp, De Hogt en Leenderheide geheel vernieuwd en werden vele viaducten vervangen. De verkeersstromen werden hierbij door middel van fly-overs strakker over elkaar heen gelegd dan voorheen het geval was. Bestaande afritten werden verbreed en er werd een nieuwe afrit aangelegd exclusief voor verkeer van en naar de High Tech Campus. Langs grote delen van de randweg werden hoge geluidsschermen geplaatst en bovendien werd de randweg voorzien van moderne, losstaande lichtmasten.
In samenhang met de werkzaamheden aan de zuidelijke en westelijke randweg vonden tegelijk ook ingrijpende werkzaamheden plaats aan de A50 en (toenmalige) A58 ten noorden van Eindhoven. Het toenmalige knooppunt Ekkersrijt, dat deze wegen door middel van een kruispunt met verkeerslichten verbond met elkaar en met de John F. Kennedylaan, werd daarbij geheel heringericht. Daarbij werd het knooppunt omgebouwd tot een afrit voor de John F. Kennedylaan richting Woensel en het centrum, waardoor de verkeerslichten verdwenen en de snelweg onafgebroken doorliep tot knooppunt Ekkersweijer. Het deel van de A58 van knooppunt Ekkersrijt tot knooppunt Ekkersweijer werd omgenummerd tot A50, waardoor de A58 vanaf dat moment pas bij knooppunt Batadorp begon. Verder werd een geheel nieuwe aansluiting aangelegd voor bedrijventerrein Ekkersrijt. Daarmee verdween de toegang naar het bedrijventerrein door middel van de verkeerslichten aan de noordkant van het knooppunt.
Op 8 juni 2010 is de vernieuwde Randweg door toenmalig minister van Verkeer en Waterstaat Camiel Eurlings officieel opengesteld.

## Toekomstige uitbreiding naar Ruit
Op 26 november 2008 maakte minister van Verkeer en Waterstaat Camiel Eurlings bekend dat het ministerie onder voorwaarden geld beschikbaar stelt om de randweg om te bouwen tot een ring. Aan de oostkant van Eindhoven zal een nieuwe weg worden aangelegd om het verkeer aan de westkant, de A2, meer ruimte te geven.
Op 19 juni 2009 zegde het rijk een bedrag van €253 miljoen toe als steun voor de aanleg van de ruit. De voorlopige keuze was inmiddels tevens gevallen op een tracé ten oosten van Helmond. De N279 zal tussen de A67 en de A2 bij 's-Hertogenbosch worden verbreed. Deze vernieuwde weg zal met de A50 ten noorden van Eindhoven worden verbonden middels een nieuwe weg langs het Wilhelminakanaal. Hierdoor komen Eindhoven en Helmond dus in een gezamenlijke Ruit te liggen. Te midden van de twee steden zal het natuurgebied verder worden opgewaardeerd en het openbaar vervoer-/fietspadennetwerk worden uitgebreid.
Er is inmiddels veel discussie over de vraag of deze oost-westverbinding daadwerkelijk moet worden aangelegd. Niet alleen is er bij de toekenning door het rijk sprake geweest van veel te hoge groeicijfers voor de bevolking en economie in Zuidoost Brabant, ook is er onvoldoende geld beschikbaar om deze weg die dwars door belangrijke ecologische gebieden van Zuidoost Brabant loopt binnen de kaders van de afspraken zoals die met de regiogemeenten zijn gemaakt aan te leggen.
Op 2 oktober 2014 heeft de provincie bekendgemaakt een voorkeur te hebben voor een vierstrooksweg tussen de A50 (Ekkersrijt) en de N279 (Beek en Donk). De N279 wordt in dit plan ook verbreed tussen Beek en Donk en Asten. Tegen dit plan is veel protest vanuit de regio.